# البحث العلمي على متن محطة الفضاء الدولية

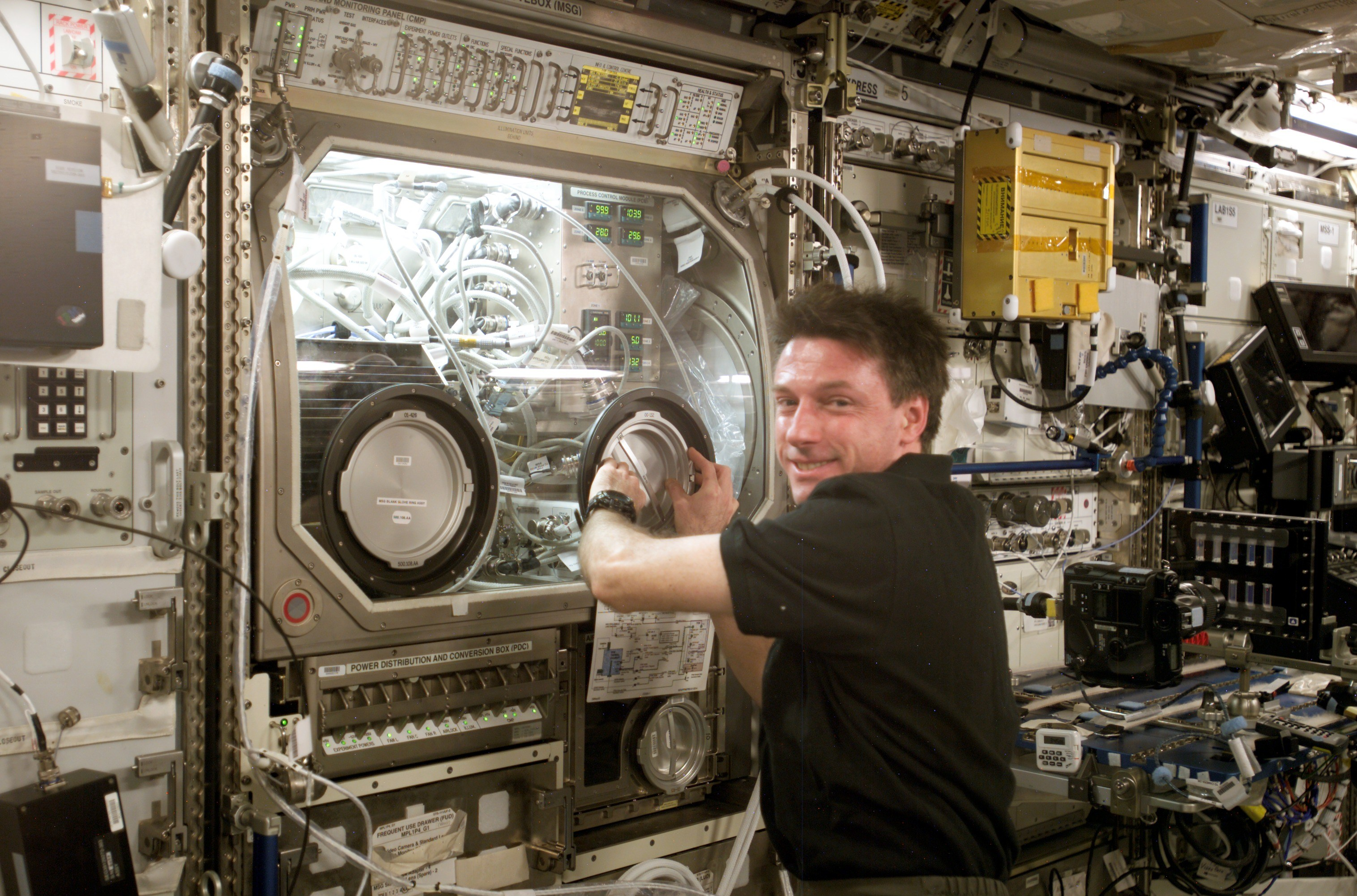
يجري مايكل فوال فحصًا لصندوق القفازات لعلم الجاذبية الصغرى / الوحدة الإلكترونية القياسية القابلة للتبديل (ESEM) في مختبر ديستني بمحطة الفضاء الدولية.

تُعد محطة الفضاء الدولية منصةً للبحث العلمي الذي يتطلب حالةً أو أكثر من الظروف غير العادية الموجودة في المدار الأرضي المنخفض (مثلًا الجاذبية الصغرى والإشعاع الكوني ودرجات الحرارة المتطرفة). تشمل مجالات البحث الرئيسية البحث البشري والطب الفضائي وعلوم الحياة والعلوم الفيزيائية وعلم الفلك والأرصاد الجوية. حدد قانون تفويض ناسا لعام 2005 أن الجزء الأمريكي من محطة الفضاء الدولية هو مختبر وطني، بهدف زيادة استخدام محطة الفضاء الدولية من قبل الوكالات الفيدرالية الأخرى والقطاع الخاص.
تعمل أبحاث محطة الفضاء الدولية على تحسين معرفتنا بتأثيرات الفضاء على جسم الإنسان على المدى الطويل. تشمل الموضوعات الي يجري دراستها حاليًا الضمور العضلي وهشاشة العظام وتحول الموائع. ستُستخدم بيانات هذه الدراسات لتحديد إمكانية استعمار الفضاء ورحلات الفضاء البشرية الطويلة. اعتبارًا من عام 2006، تشير البيانات المتعلقة بهشاشة العظام والضمور العضلي إلى أن رواد الفضاء قد يتعرضون لخطر انكسار العظام وصعوبة الحركة إذا هبطوا على كوكب بعد رحلة بين كوكبية طويلة (مثل رحلات المريخ التي تستغرق 6 أشهر). تُجرى دراسات طبية واسعة النطاق على متن محطة الفضاء الدولية تحت إشراف المعهد الوطني لبحوث الطب الحيوي في الفضاء (إن إس بي آر آي). من أبرز هذه البحوث هي دراسة التشخيص بالموجات فوق الصوتية المتقدمة في الجاذبية الصغرى التي يقوم فيها رواد الفضاء (بما في ذلك قائدا محطة الفضاء الدولية السابقين ليروي تشياو وجينادي بادالكا) بإجراء فحوصات بالموجات فوق الصوتية عن بعد تحت إشراف خبراء. تشمل الدراسة تشخيص وعلاج الحالات الطبية في الفضاء. عادةً لا يوجد طبيب على متن محطة الفضاء الدولية، ما يعني أن تشخيص الحالات الطبية قد يشكل تحديًا. من المتوقع أن تُطبق عمليات الفحص بالموجات فوق الصوتية الموجهة عن بعد على الأرض في حالات الطوارئ وفي المناطق الريفية حيث يصعب الوصول إلى طبيب مُدرب.
يدرس الباحثون تأثير بيئة المحطة ذات الجاذبية الصغرى على التطور والنمو والعمليات الداخلية للنباتات والحيوانات. استجابةً لبعض هذه البيانات، تريد ناسا دراسة تأثيرات الجاذبية الصغرى على نمو أنسجة ثلاثية الأبعاد، شبيهة بأنسجة الإنسان، وبلورات البروتين غير العادية التي يمكن أن تتشكل في الفضاء.
ستسمح دراسة فيزياء الموائع في الجاذبية الصغرى بنمذجة سلوك الموائع بشكل أفضل. نظرًا لإمكانية دمج الموائع بشكل شبه كامل في الجاذبية الصغرى، يقوم الفيزيائيون بفحص الموائع التي لا تمتزج جيدًا على الأرض. بالإضافة إلى ذلك، فإن دراسة التفاعلات التي تَبطئ بفعل الجاذبية ودرجات الحرارة المنخفضة سيعطي العلماء فهمًا أعمق للموصلية الفائقة.
تُعد دراسة علم المواد نشاطًا بحثيًا مهمًا في محطة الفضاء الدولية، إذ تهدف لجني فوائد اقتصادية من خلال تحسين التقنيات المستخدمة على الأرض. تشمل المجالات الأخرى دراسة تأثير الجاذبية المنخفضة على الاحتراق، من خلال دراسة كفاءة الاحتراق والتحكم بالانبعاثات والملوثات. قد تحسن هذه النتائج معرفتنا المتعلقة بإنتاج الطاقة، ما قد يؤدي إلى فوائد اقتصادية وبيئية.
ازدادت أبحاث استشعار الأرض عن بعد وعلم الفلك وأبحاث الفضاء السحيق على متن محطة الفضاء الدولية بشكل كبير خلال العقد الثاني من القرن الحادي والعشرين بعد الانتهاء من بناء الجزء المداري الأمريكي في عام 2011. خلال أكثر من 20 عامًا، قام الباحثون على متن محطة الفضاء الدولية وعلى الأرض بدراسة الهباء الجوي والأوزون وبخار الماء والأكاسيد الموجودة في الغلاف الجوي للأرض، وكذلك الشمس والأشعة الكونية والغبار الكوني والمادة المضادة والمادة المظلمة. من الأمثلة على تجارب الاستشعار عن بعد المخصصة لرصد الأرض والتي أُجريت على متن محطة الفضاء الدولية: مرصد الكربون المداري 3 وآي إس إس رابدسكات وإيكوستريس ودراسة ديناميكيات النظام البيئي العالمي ونظام نقل الهباء الجوي السحابي. تشمل تلسكوبات وتجارب علم الفلك على متن محطة الفضاء الدولية مرصد سولار ومستكشف التكوين الداخلي للنجوم النيوترونية وتلسكوب الإلكترون المسعري وأداة رصد الأشعة السينية لكل السماء (ماكسي) ومطياف ألفا المغناطيسي. 